# Lesparre-Médoc (quận)
Quận Lesparre-Médoc là một quận của Pháp nằm trong tỉnh Gironde thuộc vùng Aquitaine. Nó có 5 tổng và 51 xã.

## Các đơn vị hành chính

### Các tổng
Các tổng của quận Lesparre-Médoc are:
1. Castelnau-de-Médoc
2. Lesparre-Médoc
3. Pauillac
4. Saint-Laurent-Médoc
5. Saint-Vivien-de-Médoc

### Các xã
Các xã của quận Lesparre-Médoc và mã INSEE là:
| 1. Arcins (33010)                    | 2. Arsac (33012)                     | 3. Avensan (33022)                | 4. Bégadan (33038)             |
| 5. Blaignan (33055)                  | 6. Brach (33070)                     | 7. Cantenac (33091)               | 8. Carcans (33097)             |
| 9. Castelnau-de-Médoc (33104)        | 10. Cissac-Médoc (33125)             | 11. Civrac-en-Médoc (33128)       | 12. Couquèques (33134)         |
| 13. Cussac-Fort-Médoc (33146)        | 14. Gaillan-en-Médoc (33177)         | 15. Grayan-et-l'Hôpital (33193)   | 16. Hourtin (33203)            |
| 17. Jau-Dignac-et-Loirac (33208)     | 18. Labarde (33211)                  | 19. Lacanau (33214)               | 20. Lamarque (33220)           |
| 21. Lesparre-Médoc (33240)           | 22. Listrac-Médoc (33248)            | 23. Margaux (33268)               | 24. Moulis-en-Médoc (33297)    |
| 25. Naujac-sur-Mer (33300)           | 26. Ordonnac (33309)                 | 27. Pauillac (33314)              | 28. Le Porge (33333)           |
| 29. Prignac-en-Médoc (33338)         | 30. Queyrac (33348)                  | 31. Saint-Christoly-Médoc (33383) | 32. Saint-Estèphe (33395)      |
| 33. Saint-Germain-d'Esteuil (33412)  | 34. Saint-Julien-Beychevelle (33423) | 35. Saint-Laurent-Médoc (33424)   | 36. Saint-Sauveur (33471)      |
| 37. Saint-Seurin-de-Cadourne (33476) | 38. Saint-Vivien-de-Médoc (33490)    | 39. Saint-Yzans-de-Médoc (33493)  | 40. Sainte-Hélène (33417)      |
| 41. Salaunes (33494)                 | 42. Saumos (33503)                   | 43. Soulac-sur-Mer (33514)        | 44. Soussans (33517)           |
| 45. Talais (33521)                   | 46. Le Temple (33528)                | 47. Valeyrac (33538)              | 48. Vendays-Montalivet (33540) |
| 49. Vensac (33541)                   | 50. Le Verdon-sur-Mer (33544)        | 51. Vertheuil (33545)             |                                |